# José Espejo
José Gregorio Espejo (San José de Jáchal, 28 de marzo de 1912 - Buenos Aires, 19 de diciembre de 1980) fue un sindicalista argentino, perteneciente al Sindicato Obrero de la Industria de la Alimentación (SOIA), que se desempeñó como Secretario General de la CGT; sus secretarios adjuntos Isaías Santín, Florencio Soto y Armando Cabo fueron de gran colaboración junto a Eva Perón para poder conseguir nuevos convenios para los diversos sindicatos y los trabajadores. Tuvo una destacada participación durante los primeros dos gobiernos de Juan Domingo Perón, donde ocupó diversos cargos, y llegó a la vicepresidencia de la Convención Nacional Constituyente de 1949.
Comenzó a trabajar como chófer desde joven en una fábrica de Bagley, dando origen a su militancia sindical con simpatías con la revolución mexicana y el yrigoyenismo.
Participó activamente desde el 17 de octubre de 1945 en el movimiento peronista, siendo electo en la CGT en diciembre de 1947 desempeñándose hasta octubre de 1952. Con Espejo al frente de la CGT, propuso como candidata a vicepresidenta a Eva Perón en 1951, de quien era cercano.
Con el peronismo se desempeñó como vicepresidente de la Comisión Nacional de Aprendizaje y Orientación Profesional, director de la Caja de Industria, y al frente de la Caja de Préstamos para la Vivienda. Durante la dictadura autodenominada Revolución Libertadora fue encarcelado en Río Gallegos.
En diciembre de 2024 se presentó en la CGT el libro "Jose Espejo, el guardian de Evita" escrito por Hernán Brienza con la colaboración Damian Jose Ferraris (nieto de Espejo) en la investigación histórica, editado por GES.